# Pintor d'Atena

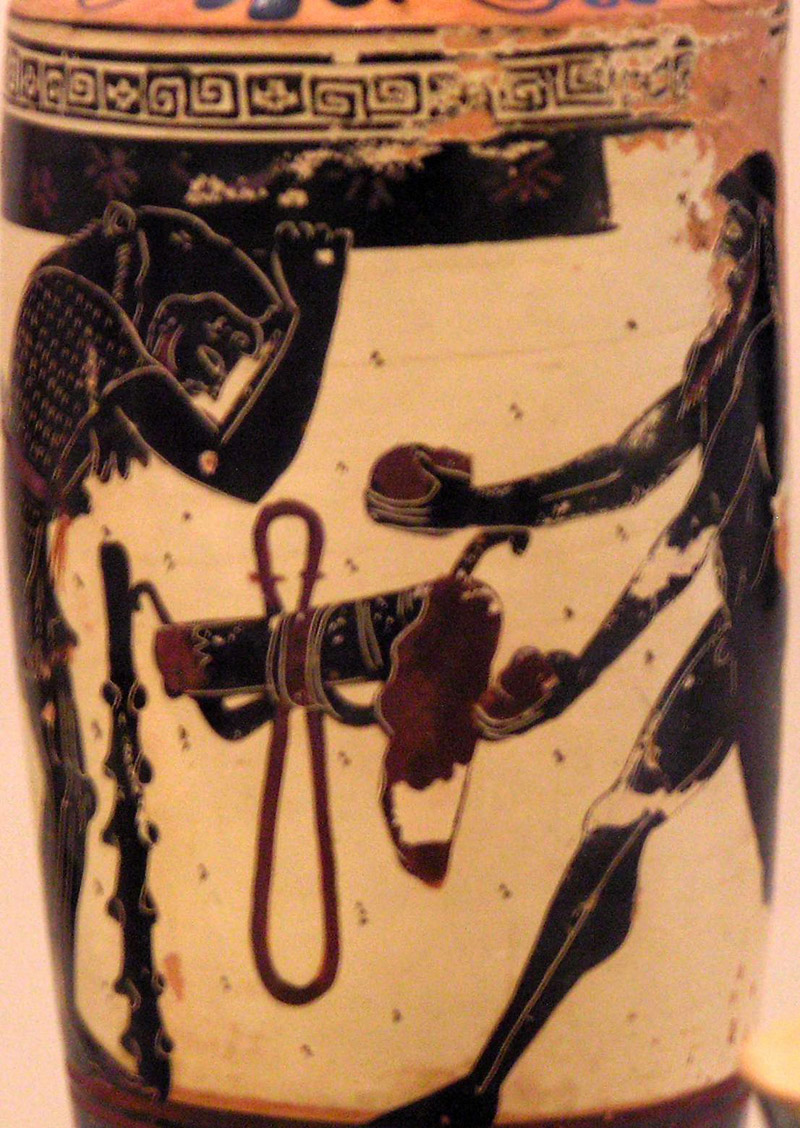
Hèracles i Atles en un lècit de finals del ae, Museu Arqueològic Nacional d'Atenes

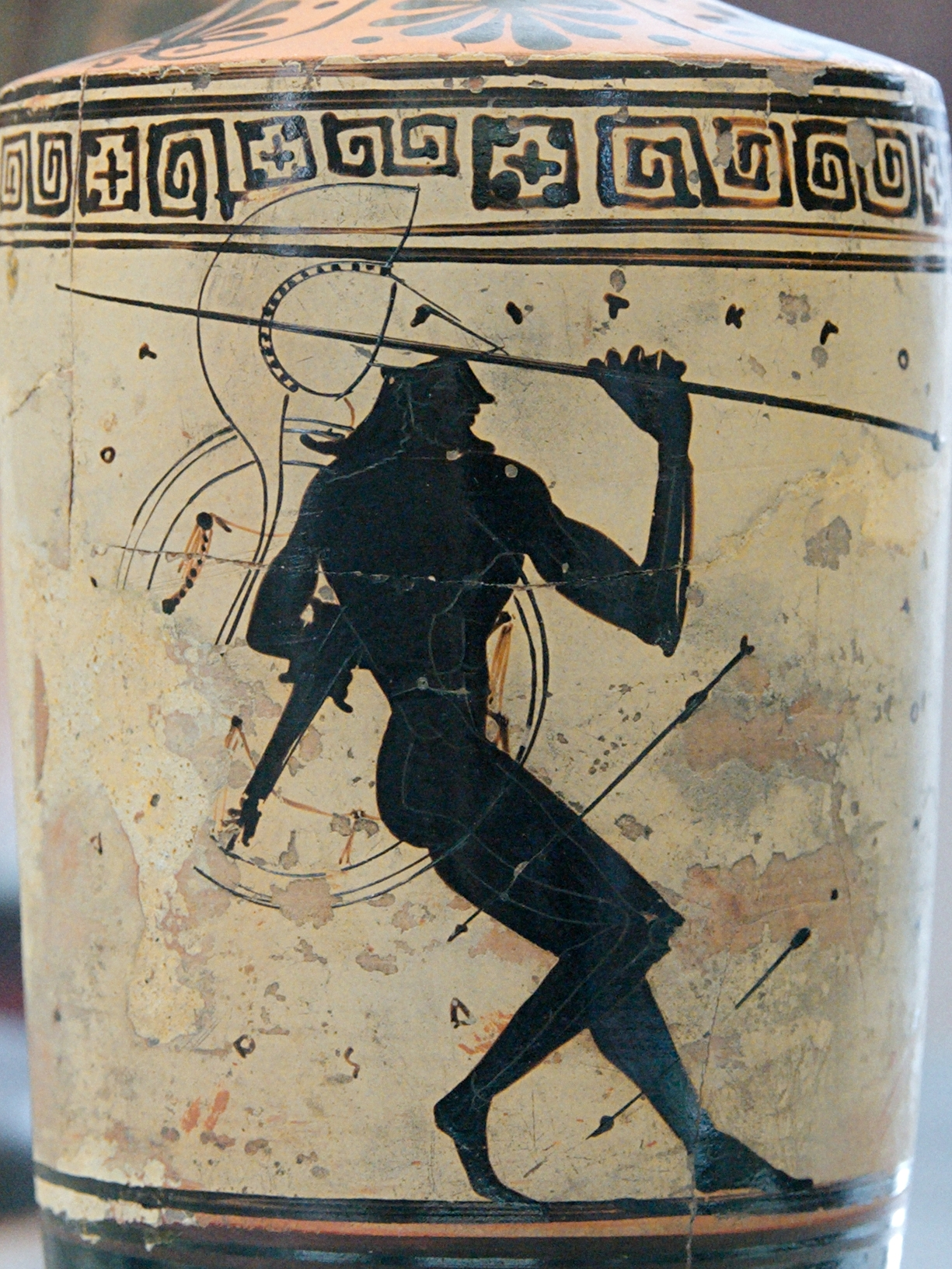
Lècit de guerrer del 475-550 ae, al Cabinet des médailles, París

El Pintor d'Atena és un nom convencional per a qui va dibuixar diverses obres gregues de ceràmica de figures negres usant la tècnica de fons blanc, del segle v abans de la nostra era. Es va especialitzar en lècits i en les seues obres es refereix a Atena com a tema principal. Juntament amb el Pintor de Teseu, van continuar la tradició de pintar lècits grans. Les seues figures negres són d'alta qualitat, i també va decorar altres objectes com ara enòcoes. Alguns arqueòlegs diuen que podia tractar-se de la mateixa persona que el dibuixant Bowdoin, de ceràmica de figures vermelles, tot i que potser només treballaven al mateix taller. El seu taller seria molt important en la producció d'aquesta mena d'obres.